# I'm in Miami Bitch
"I'm in Miami Bitch" (versão limpa: "I'm in Miami Trick") é o single de estreia do grupo americano de hip hop/electro LMFAO. Foi oficialmente lançada nas rádios em 2008. Alcançou a posição #51 sobre na Billboard Hot 100 em Julho de 2009. A canção também entrou na Canadian Hot 100, atingindo um máximo de #37.
Esta canção é a música-tema para o reality show de 2009 Kourtney and Khloé Take Miami. A versão "Nova Iorque" foi usada para o reality show de 2011 Kourtney and Khloé Take New York. A canção também foi destaque em um comercial de publicidade do show CSI: Miami de 2009 feito pela A&E Network .
O título da música também varia por localização (ver versões alternativas). Devido a isso a música é muitas vezes referida como "I'm in (sua cidade) Trick/Bitch".

## Desempenho nas tabelas musicais
| País — Tabela musical (2008/2009)                            | Posição de pico |
| ------------------------------------------------------------ | --------------- |
| Austrália — ARIA Charts                                      | 27              |
| Canadá — Canadian Hot 100                                    | 37              |
| Estados Unidos — Billboard Hot 100                           | 51              |
| Estados Unidos — Pop Songs (Billboard)                       | 27              |
| Reino Unido — UK Singles Chart (The Official Charts Company) | 86              |
| Reino Unido — UK R&B Chart (The Official Charts Company)     | 24              |

## Certificações
| Região    | Certificador | Certificação (limiares de vendas) |
| --------- | ------------ | --------------------------------- |
| Austrália | ARIA         | Ouro                              |
| Canadá    | Music Canada | Platina                           |